# Silbach
Silbach is een dorp in het zuiden van de Duitse deelstaat Noordrijn-Westfalen en is een van de stadsdelen van de wintersportplaats Winterberg. Silbach ligt ongeveer 5 kilometer ten noordwesten van het centrum van Winterberg aan de Landesstraße L740. De stad Winterberg maakt deel uit van de Hochsauerlandkreis.
Silbach ligt aan de rand van het Rothaargebergte in het zogenaamde Dal van de beek der Namenlozen, op een hoogte tussen de 620 en 660 meter en tussen de volgende bergen: de Silberberg (745,5 meter), de Nordhelle (ca. 790 tot 799 meter), en de Kuhlenberg (743,5 meter) in het oosten, de Steinberg (728,7 meter) en de Hillkopf (717,4 meter) in het westen.

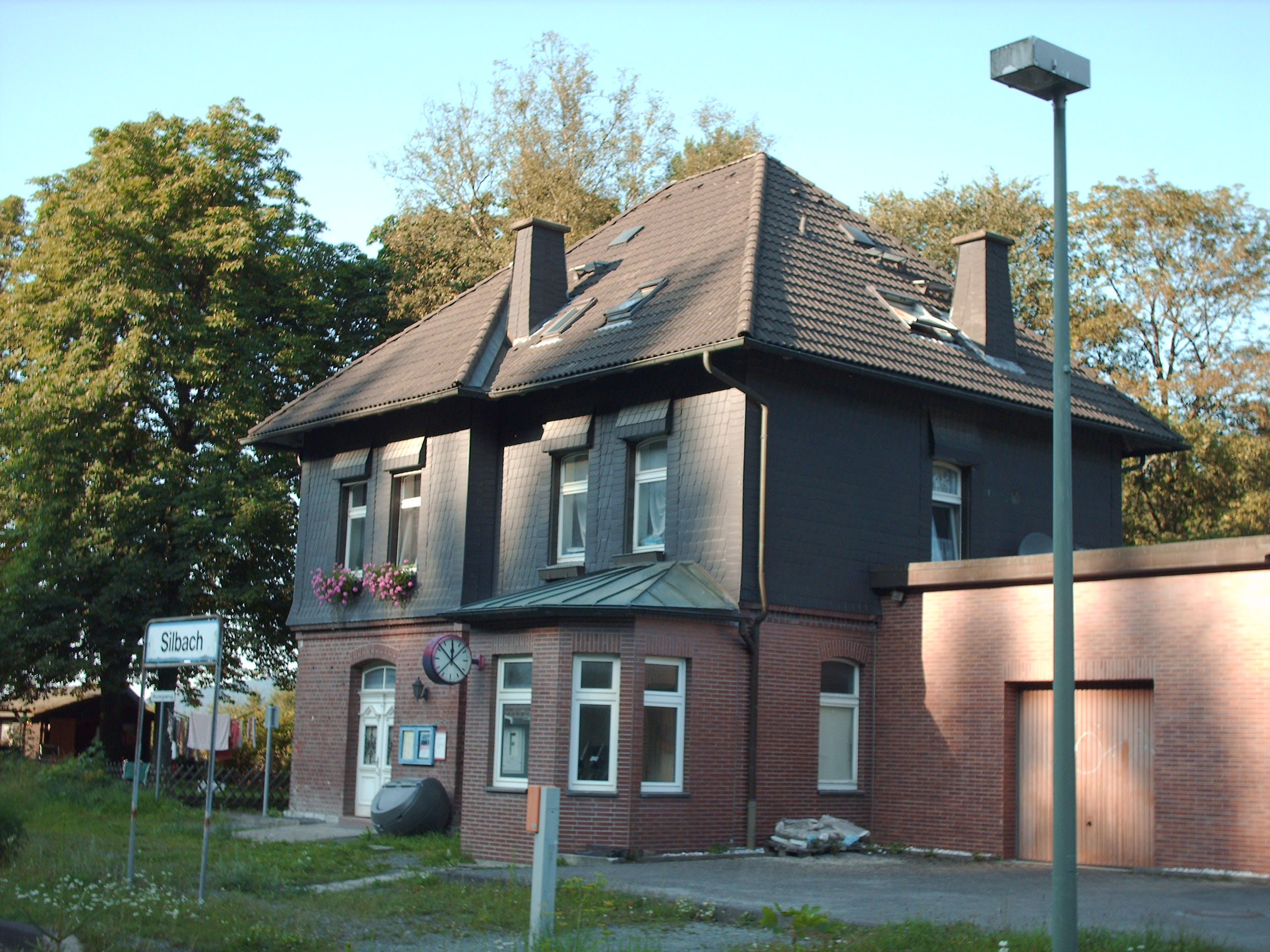
Treinstation

Silbach is een van de oudste dorpen in het gebied van Winterberg. Al in het jaar 1281 wordt een nederzetting genaamd 'Sylbeke' in de registers vermeld. Het dorp bestaat op dat moment uit drie boerderijen en wat verspreide hutten tegen de berghellingen.
In de hiernavolgende jaren groeit het dorp als gevolg van de toestroom van bewoners uit de omliggende, inmiddels veelal niet meer bestaande dorpen. De belangrijkste oorzaak van de groei is de ontdekking van zilveraders op de Silberberg waardoor de bergbouw tot grote bloei komt. In 1559 wordt Silbach een zogenaamde 'Bergfreiheit' waardoor de inwoners belangrijke voorrechten genieten tegenover de bewoners van de omliggende dorpen: ze hoeven geen belasting te betalen, zijn ontheven van hand-en-spandiensten en hoeven geen dienstplicht te vervullen.
Bij de gemeentelijke herindeling van 1975 verloor Silbach zijn zelfstandigheid en is het een onderdeel van Winterberg geworden.
Op dit moment telt Silbach ca. 900 inwoners. Het dorp beschikt over een treinstation (op de lijn Bestwig-Winterberg) en een aantal bushaltes. Er zijn twee hotel-restaurants en verschillende pensions en vakantiehuizen.
Silbach is in het bezit van de Bundesgoldmedaille. Deze wordt in Duitsland toegekend aan de mooiste en schoonste dorpen van het land.
Silbach is gelegen aan de bekende wandelroutes Rothaarsteig en Winterberger Hochtour. In de winter wordt Silbach omringd door een uitgebreid netwerk van Langlaufroutes. Alpineskiën is mogelijk bij de twee skiliften 'In der Schlucht' (voor gevorderden) en 'Auf der Ennert' (beginners).